# Semi-contact
Le semi-contact, aussi appelé points-fighting est une forme de karaté sportif originaire des États-Unis des années 1970.
Il se pratique en karatégi avec des gants de boxe et des chaussons en matière expansée; Cette forme de pratique s’est développée parallèlement au full-contact et au kick boxing américain. En compétition, elle se déroule, le plus souvent, sur un praticable de tapis et est accessible à tous les âges et niveaux.

Cette discipline est gérée mondialement par des fédérations de boxes pieds-poings.

## Fédérations françaises
- « WKA-FRANCE »(Archive.org • Wikiwix • Archive.is • Google • Que faire ?) (Kickboxing & Karaté) – Arts martiaux, Sports de combat, Boxes pieds-poings, combat libre, grappling - Antenne française de la WKA - Responsable : Thierry Muccini
- ISKA-FRANCE (Kickboxing & Arts martiaux) – Sports de combat, Boxes pieds-poings - Antenne française de l'ISKA - Responsable : Thierry Muccini
- Fédération de Full-Contact FFFC-DA – boxe américaine, full-contact (plein-contact), first-full, light-contact, semi-contact, énergie-full, full-défense, musical forms, muay thaï, pancrace – Directeur général : Eric Leclercq
- Fédération (Française) de Boxe américaine FBA-DA - ancien règlement du Full-contact

## Fédérations mondiales
- World Kickboxing Association - WKA - Fédération mondiale de Kickboxing et de Karaté née en 1976 (Fondateur, Howard Hanson, États-Unis) - Délégué officiel France : Thierry Muccini
- International Sport Kickboxing Association - ISKA - Fédération mondiale de Kickboxing et d’Arts martiaux née en 1986 - Délégué officiel France : Thierry Muccini
- World Association of Kickboxing Organizations - WAKO née en 1978 (Fondateur, George Bruckner, Allemagne) – Délégué officiel France : Eric Leclercq
- world amateur kickboxing organization (W.A.S.K.O. kickboxing & muay thai